# Austraeolis catina
Austraeolis catina Ev. Marcus & Er. Marcus, 1967 è un mollusco nudibranchio della famiglia Facelinidae.